# Polystoechotes punctata
Polystoechotes punctata är en insektsart som först beskrevs av Fabricius 1793.  Polystoechotes punctata ingår i släktet Polystoechotes och familjen Polystoechotidae. Inga underarter finns listade i Catalogue of Life.